# 石山乡 (大通县)
石山乡，是中华人民共和国青海省西宁市大通回族土族自治县下辖的一个乡镇级行政单位。

## 行政区划
石山乡下辖以下地区：
铧尖村、冰沟村、红垭豁村、上丰积村、下丰积村、石板滩村、西坡村、小沟村和杂户村。